# Фракция «Единой России» в Государственной думе VI созыва
Фракция «Единой России» в Государственной думе шестого созыва — депутатское объединение партии «Единая Россия» в Госдуме шестого созыва (с декабря 2011 года).
На выборы было выдвинуто 599 кандидатов, двое из которых (Тарасенко М. И., Шалыганов Ю. В.) выбыли до регистрации списка, а ещё одна (Смирнова Т. В.) выбыла после регистрации.
По объявленным итогам голосования «Единая Россия» получила 238 депутатских мандатов из 450, что составило около 40 % от дошедших до голосования 596 кандидатов.
От мандатов отказались 98 кандидатов, что составило около 41 % от полученных 238 мест. В том числе Гайзер, Вячеслав Михайлович, передавший мандат третьему в региональной группе Поневежскому, который с ноября 2008 года числился Прокурором Коми. Ещё 50 депутатов впоследствии сложили полномочия — 21 %.
19 декабря 2011 года руководителем фракции избран Андрей Воробьёв. Фракция «Единая Россия» по пакетному соглашению получила право предложить своих кандидатов на посты руководителей 15 из 29 комитетов Госдумы.
21 декабря 2011 года председателем Госдумы был выбран Сергей Нарышкин (бывший руководитель администрации президента), за него проголосовало 238 депутатов. Нарышкин сменил на этом посту Бориса Грызлова.
10 ноября 2012 года Воробьёва, назначенного Владимиром Путиным исполняющим обязанности губернатора Подмосковья, сменил на посту руководителя фракции Владимир Абдуалиевич Васильев.

## Список депутатов
- 1 Абдулатипов, Рамазан Гаджимурадович сложил полномочия в январе 2013 года. Мандат в марте 2013 года получила:
- 1.1 Журова, Светлана Сергеевна
- 2 Аброськин, Николай Павлович  сложил полномочия. Мандат в декабре 2014 года получил: ранее отказавшийся
- 2.1 Мусалимов, Николай Николаевич повторная передача признана неконституционной
- 3 Абубакиров, Ришат Фазлутдинович
- 4 Агаев, Бекхан Вахаевич
- 5  Агузаров, Тамерлан Кимович  сложил полномочия. Мандат 15 июля 2015 года получил:
- 5.1 Говорин, Николай Васильевич
- 6 Алексеева, Татьяна Олеговна
- 7 Амирилаев, Адам Баширович сложил полномочия, мандат в марте 2012 года получил:
- 7.1 Аскендеров, Заур Асевович
- 8 Аникеев, Григорий Викторович
- 9 Аршба, Отари Ионович уроженец города Сухум
- 10 Афонский, Владимир Игорьевич
- 11 Бабаков, Александр Михайлович уроженец города Кишинёв, акционер энергетического и гостиничного бизнеса на Украине
- 12 Балыхин, Григорий Артёмович
- 13 Балашов, Балаш Курбанмагомедович
- 14 Бариев, Марат Мансурович
- 15 Баринов, Игорь Вячеславович  сложил полномочия. Мандат 15 апреля 2015 года получила:
- 15.1 Фечина, Лариса Геннадьевна
- 16 Баталова, Рима Акбердиновна
- 17 Баталина, Ольга Юрьевна
- 18 Белоусов, Вадим Владимирович
- 19 Бобраков, Алексей Евгеньевич  сложил полномочия в январе 2014 года. Мандат получил: ранее отказавшийся
- 19.1 Юревич, Михаил Валериевич повторная передача признана неконституционной
- 20 Бочаров, Андрей Иванович сложил полномочия в октябре 2012 года. Мандат получил:
- 20.1 Богомаз, Александр Васильевич  сложил полномочия. Мандат в октябре 2014 года получил:
- 20.2 Малашенко, Виктор Александрович
- 21 Богуславский, Ирек Борисович
- 22 Боженов, Сергей Анатольевич сложил полномочия. Мандат в феврале 2012 году получил:
- 22.1 Огуль, Леонид Анатольевич
- 23 Бокова, Людмила Николаевна сложила полномочия, перейдя в Совет Федерации, мандат в мае 2012 получил:
- 23.1 Шишкин, Александр Геннадьевич (политик) сложил полномочия, перейдя тоже в Совет Федерации. Мандат в октябре 2013 года получил:
- 23.2 Чуйченко, Роман Юрьевич
- 24 Борзова, Ольга Георгиевна
- 25 Борцов, Николай Иванович
- 26 Брыксин, Александр Юрьевич
- 27 Булавинов, Вадим Евгеньевич
- 28 Булаев, Николай Иванович сложил полномочия в сентябре 2015 года, перейдя в Совет Федерации. Мандат получила:
- 28.1 Митина, Елена Анатольевна
- 29 Бурматов, Владимир Владимирович
- 30 Бурыкина, Наталья Викторовна
- 31 Валуев, Николай Сергеевич
- 32 Васильев, Владимир Абдуалиевич
- 33 Волков, Юрий Николаевич сложил полномочия в сентябре 2015 года, перейдя в Совет Федерации. Мандат получил:
- 33.1 Ковалёв, Анатолий Дмитриевич
- 34 Василенко, Александр Борисович
- 35 Вахаев, Хож Магомед Хумайдович
- 36 Васильев Александр Николаевич
- 37 Волков, Данил Владимирович
- 38 Воробьёв, Андрей Юрьевич сложил полномочия в ноябре 2012 года, мандат получил:
- 38.1 Зубарев, Виктор сложил полномочия в сентябре 2014 года, мандат получил:
- 38.2 Яшин, Михаил Евгеньевич
- 39 Выборный, Анатолий Борисович уроженец города Шепетовка
- 40 Валеев, Эрнест Абдулович
- 41 Валенчук, Олег Дорианович
- 42 Васильев, Юрий Викторович
- 43 Вяткин, Дмитрий Фёдорович
- 44 Габдрахманов, Ильдар Нуруллович сложил полномочия. Мандат в январе 2013 года получил:
- 44.1 Кузин, Сергей Павлович
- 45 Гаджиев, Магомед Тажудинович
- 46 Гридин, Владимир Григорьевич сложил полномочия. Мандат в марте 2015 года получил:
- 46.1 Шатилов, Николай Иванович
- 47 Галимарданов, Марсел Магфурович
- 48 Гасанов, Магомедкади Набиевич
- 48 Герасимова, Надежда Васильевна
- 50 Гильмутдинов, Ильдар Ирекович
- 51 Глубоковская, Эльмира Гусейновна
- 52 Гольдштейн, Ростислав Эрнстович  сложил полномочия в сентябре 2015 года, перейдя в Совет Федерации. Мандат получил:
- 52.1 Романенко, Роман Юрьевич
- 53 Говорухин, Станислав Сергеевич 20 лет проработавший на Одесской киностудии Украинской ССР
- 54 Гончар, Николай Николаевич
- 55 Горовой, Николай Иванович
- 56 Гаджиев, Мурад Станиславович
- 57 Гальченко, Валерий Владимирович  уроженец города Измаил Украинской ССР, сложил полномочия. Мандат 6 апреля 2016 года получил:
- 57.1 Ситников, Алексей Владимирович
- 58 Геккиев, Заур Далхатович
- 59 Герасименко, Николай Фёдорович
- 60 Гутенев, Владимир Владимирович
- 61 Демченко, Иван Иванович выпускник 1986 года Украинской сельхозакадемии, до 1988 года работал в колхозе «Путь к коммунизму» Украинской ССР
- 62 Делимханов, Адам Султанович
- 63 Дегтярёв, Александр Николаевич  сложил полномочия, мандат 15 октября 2014 года получил:
- 63.1 Ишмухаметов, Рустам Рифатович
- 64 Долгих, Владимир Иванович сложил полномочия, перейдя в Совет Федерации. Мандат в октябре 2013 года получила:
- 64.1 Белых, Ирина Викторовна
- 65 Дорофеев, Сергей Борисович
- 66 Есяков, Сергей Яковлевич
- 67 Ефимов, Виталий Борисович
- 68 Езубов, Алексей Петрович
- 69 Жарков, Антон Викторович
- 70 Железняк, Сергей Владимирович выпускник Киевского высшего военно-морского политического училища
- 71 Жуков, Александр Дмитриевич
- 72 Журавлёв, Алексей Александрович
- 73 Завальный, Павел Николаевич
- 74 Заварзин, Виктор Михайлович
- 75 Звагельский, Виктор Фридрихович
- 76 Зеренков, Валерий Георгиевич сложил полномочия, мандат в феврале 2012 года получила:
- 76.1 Казакова, Ольга Михайловна, до 1992 года проживавшая в городе Луганск
- 77 Зубицкий, Борис Давыдович
- 78 Ильясов, Радик Сабитович
- 79 Исаев, Андрей Константинович
- 80 Ильтяков, Александр Владимирович
- 81 Исаев, Юрий Олегович сложил полномочия. Мандат в январе 2013 года получил:
- 81.1 Пономарев, Аркадий Николаевич
- 82 Кабаева, Алина Маратовна уроженка города Ташкент сложила полномочия, мандат в сентябре 2014 года получил:
- 82.1 Гришин, Евгений
- 83 Кабанова, Валентина Викторовна
- 84 Казаков, Виктор Алексеевич
- 85 Карелин, Александр Александрович
- 86 Карелова, Галина Николаевна сложила полномочия, перейдя в Совет Федерации, мандат 15 октября 2014 года получила:
- 86.1 Хоронжук, Оксана Владимировна уроженка города Душанбе Таджикской ССР
- 87 Каминский, Александр Викторович
- 88 Канчер, Сергей Васильевич сложил полномочия в апреле 2012 года. Мандат получил:
- 88.1 Омельченко, Валерий Викторович уроженец села Марьевка (Новомиргородский район) Украинской ССР
- 89 Кармазина, Раиса Васильевна
- 90 Карлов, Георгий Александрович
- 91 Карпов, Анатолий Евгеньевич
- 92 Качкаев, Павел Рюрикович
- 93 Квитка, Иван Иванович
- 94 Кидяев, Виктор Борисович
- 95 Ковалёв, Николай Дмитриевич
- 96 Когогина, Альфия Гумаровна
- 97 Кожевникова, Мария Александровна
- 98 Колесник, Андрей Иванович
- 99 Кононов, Владимир Михайлович
- 100 Косачёв, Константин Иосифович сложил полномочия, перейдя в Совет Федерации в декабре 2014 года. Мандат получила:
- 100.1 Аршинова, Алена Игоревна уроженка города Дрезден ГДР, выпускница Приднестровского госуниверситета 2007 года
- 101 Костунов, Илья Евгеньевич уроженец п.г.т. Григориополь Молдавской ССР
- 102 Красов, Андрей Леонидович
- 103 Крашенинников, Павел Владимирович
- 104 Кретов, Александр Владимирович
- 105 Кравченко, Валерий Николаевич
- 106 Климов, Андрей Аркадиевич сложил полномочия, перейдя в Совет Федерации, мандат в июле 2012 года получил:
- 106.1 Ломакин, Анатолий Геннадьевич уроженец города Гродно Белорусской ССР, сложил полномочия в феврале 2013 года, мандат получил:
- 106.2 Куранов, Григорий Владимирович
- 107 Клинцевич, Франц Адамович уроженец города Ошмяны Белорусской ССР. Сложил полномочия в сентябре 2015 года, перейдя в Совет Федерации. Мандат получил:
- 107.1 Туров, Артём Викторович
- 108 Климов, Виктор Владимирович
- 109 Кнышов, Алексей Владимирович сложил полномочия в октябре 2012 года. Мандат получил:
- 109.1 Водолацкий, Виктор Петрович
- 110 Кобзон, Иосиф Давыдович уроженец города Часов Яр Украинской ССР
- 111 Колесников, Олег Алексеевич ранее состоял во фракции ЛДПР
- 112 Коньков, Дмитрий Сергеевич сложил полномочия. Мандат в июле 2014 года получила:
- 112.1 Гусева, Ирина Михайловна
- 113 Крупенников, Владимир Александрович
- 114 Кузьминых, Тамара Гавриловна выпускница Самборского статистического техникума и Львовского торгово-экономического института.
- 115 Кузьмичёва, Екатерина Ивановна
- 116 Кулик, Геннадий Васильевич
- 117 Курбанов, Ризван Даниялович
- 118 Лахова, Екатерина Филипповна  сложила полномочия, перейдя в Совет Федерации, мандат 15 октября 2014 года получил:
- 118.1 Вострецов, Сергей Алексеевич
- 119 Ледков, Григорий Петрович
- 120 Липатов, Юрий Александрович
- 121 Лысаков, Вячеслав Иванович
- 122 Лебедев, Олег Владимирович
- 123 Мануйлова, Ирина Викторовна
- 124 Максакова-Игенбергс, Мария Петровна уроженка города Мюнхен ФРГ
- 125 Максимова, Надежда Сергеевна
- 126 Максимова, Светлана Викторовна
- 127 Макаров, Николай Иванович
- 128 Макаров, Андрей Михайлович
- 129 Марданшин, Рафаэль Мирхатимович
- 130 Маркелов, Михаил Юрьевич
- 131 Морозов, Олег Викторович сложил полномочия. Мандат в июне 2012 года получил:
- 131.1 Акулов, Тимур Юрьевич уроженец города Янгиюль Узбекской ССР
- 132 Мукабенова, Марина Алексеевна
- 133 Мурга, Андрей Юрьевич сложил полномочия в октябре 2013 года, а мандат снова получил ранее сложивший полномочия
- 133.1 Эм, Юрий Павлович, но Конституционный Суд РФ в декабре 2014 признал повторную передачу мандата неконституционной, 18.06.2015 года Верховный суд РФ признал действия ЦИК РФ незаконными[5], после повторного рассмотрения в КС РФ лишен полномочий. 11 мая 2016 года мандат получила:
- 133.2 Бережная, Елена Викторовна
- 134 Махмутов, Анвар Анасович
- 135 Михалёв, Борис Владимирович
- 136 Москвичёв, Евгений Сергеевич
- 137 Моисеев, Михаил Алексеевич
- 138 Мурзабаева, Салия Шарифьяновна
- 139 Нарышкин, Сергей Евгеньевич
- 140 Натхо, Разиет Хамедовна
- 141 Назарова, Марина Юрьевна
- 142 Неверов, Сергей Иванович
- 143 Николаев, Михаил Ефимович
- 144 Николаева, Елена Леонидовна
- 145 Никонов, Вячеслав Алексеевич
- 146 Петров Юрий Александрович
- 147 Пивненко, Валентина Николаевна
- 148 Пимашков, Пётр Иванович
- 149 Плигин, Владимир Николаевич
- 150 Попов Сергей Александрович
- 151 Поддубный, Сергей Анатольевич
- 152 Панина, Елена Владимировна
- 153 Панков, Николай Васильевич
- 154 Пинский, Виктор Витальевич
- 155 Поцяпун, Владимир Тимофеевич
- 156 Петров Александр Петрович
- 157 Петров, Сергей Валериевич
- 158 Пехтин, Владимир Алексеевич сложил полномочия в феврале 2013 года, а в апреле мандат получила:
- 158.1 Вторыгина, Елена Андреевна, до июня 2011 бывшая во фракции Справедливая Россия, передавшая мандат Сергею Миронову
- 159 Позгалёв, Вячеслав Евгеньевич уроженец города Пхеньян КНДР
- 160 Поневежский, Владимир Александрович
- 161 Прокопенко, Тимур Валентинович сложил полномочия. Мандат в феврале 2012 года получил:
- 161.1 Максимов Василий Юрьевич
- 162 Прокопьев, Александр Сергеевич
- 163 Пушков, Алексей Константинович уроженец города Пекин КНР
- 164 Рахматуллина, Зугура Ягануровна
- 165 Резник, Борис Львович
- 166 Резник, Владислав Матусович
- 167 Ремезков, Александр Александрович уроженец города Ургенч Узбекской ССР
- 168 Ресин, Владимир Иосифович уроженец города Минск
- 169 Роднина, Ирина Константиновна
- 170 Романова, Людмила Валерьевна
- 171 Романов, Антон Васильевич
- 172 Руденский, Игорь Николаевич
- 173 Самойлова, Алла Владимировна
- 174 Саралиев, Шамсаил Юнусович
- 175 Сафин, Марат Мубинович
- 176 Саблин, Дмитрий Вадимович уроженец города Жданов (ныне Мариуполь) сложил полномочия. Мандат в июне 2013 года получил:
- 176.1 Громов, Борис Всеволодович, ранее отказавшийся от мандата, это признано неконституционным
- 177 Савельев, Дмитрий Владимирович
- 178 Сафаралиев, Гаджимет Керимович
- 179 Скоробогатько, Александр Иванович уроженец города Горловка, до 2008 года состоял во фракции ЛДПР
- 180 Степанова, Зоя Михайловна
- 181 Савченко, Олег Владимирович
- 182 Селимханов, Магомед Саламович
- 183 Сенаторова, Елена Николаевна уроженка города Потсдам ГДР
- 184 Сибагатуллин, Фатих Саубанович
- 185 Сидякин, Александр Геннадьевич
- 186 Симановский, Леонид Яковлевич
- 187 Скоч, Андрей Владимирович
- 188 Слипенчук, Михаил Викторович
- 189 Семёнова, Екатерина Юрьевна сложила полномочия. Мандат в июне 2012 года получил:
- 189.1 Муцоев, Зелимхан Аликоевич уроженец Тбилиси Грузинской ССР
- 190 Соколова, Ирина Валерьевна
- 191 Старшинов, Михаил Евгеньевич
- 192 Тарасенко, Михаил Васильевич
- 193 Толстопятов, Василий Васильевич  сложил полномочия в феврале 2013 года, мандат получил:
- 193.1 Меткин, Александр Михайлович (политик)
- 194 Терентьев, Михаил Борисович
- 195 Терешкова, Валентина Владимировна
- 196 Трапезников, Валерий Владимирович
- 197 Тен, Сергей Юрьевич
- 198 Тимченко, Вячеслав Степанович сложил полномочия, перейдя в Совет Федерации, мандат в октябре 2014 года получил:
- 198.1 Антонов, Роман Валерьевич сложил полномочия в ноябре 2015 года. Мандат получила:
- 198.2 Афонина, Наталья Геннадьевна
- 199 Тихонов, Руслан Кронидович
- 200 Ткачёв, Алексей Николаевич
- 201 Третьяк, Владислав Александрович
- 202 Умаханов, Умахан Магомедгаджиевич
- 203 Фабричный, Сергей Юрьевич уроженец поселка Новый Свет (Старобешевский район) Донецкая область
- 204 Федяев, Павел Михайлович
- 205 Фахритдинов, Иршат Юнирович
- 206 Фокин, Александр Иванович
- 207 Фёдоров, Евгений Алексеевич
- 208 Хадарцев, Махарбек Хазбиевич  сложил полномочия, мандат 15 октября 2014 года получил:
- 208.1 Макиев, Зураб Гайозович
- 209 Хайров, Ринат Шамильевич
- 210 Хайруллин, Айрат Назипович
- 211 Хинштейн, Александр Евсеевич
- 212 Хамчиев, Белан Багаудинович
- 213 Хороля, Дмитрий Оттович
- 214 Хор, Глеб Яковлевич уроженец города Белицкое Добропольский район Донецкой области
- 215 Исаев, Михаил Александрович  сложил полномочия, перейдя в Совет Федерации. Мандат в октябре 2012 года получил:
- 215.1 Чайка, Валентин Васильевич уроженец села Скипче Украинской ССР
- 216 Чижов, Сергей Викторович
- 217 Чиндяскин, Сергей Викторович
- 218 Школкина, Надежда Васильевна
- 219 Шихсаидов, Хизри Исаевич сложил полномочия. Мандат в марте 2013 года получил:
- 219.1 Абасов, Мамед Магарамович
- 220 Шойгу, Лариса Кужугетовна
- 221 Шрейдер, Виктор Филиппович
- 222 Шхагошев, Адальби Люлевич
- 223 Шайденко, Надежда Анатольевна
- 224 Шаккум, Мартин Люцианович
- 225 Швецова, Людмила Ивановна скончалась 28 октября 2014 года, мандат получил:
- 225.1 Антошкин, Николай Тимофеевич
- 226 Шемякин, Владимир Леонидович  сложил полномочия. Мандат в ноябре 2013 года получила:
- 226.1 Яковлева, Лариса Николаевна
- 227 Шлегель, Роберт Александрович
- 228 Шестаков, Василий Борисович
- 229 Эм, Юрий Павлович сложил полномочия. Мандат в феврале 2012 года получила:
- 229.1 Тимофеева, Ольга Викторовна
- 230 Эркенов, Ахмат Чокаевич уроженец села Земля Казахской ССР
- 231 Юсупов, Марсель Харисович
- 232 Южилин, Виталий Александрович
- 233 Яковлева, Татьяна Владимировна  сложила полномочия в июне 2012 года. Мандат получил:
- 233.1 Иванов, Валерий
- 234 Яровая, Ирина Анатольевна уроженка города Макеевка Донецкой области
- 235 Язев, Валерий Афонасьевич
- 236 Якушев, Валерий Васильевич
- 237 Огородова, Людмила Михайловна  сложила полномочия. Мандат в октябре 2013 года получила:
- 237.1 Ушакова, Елена Юрьевна
- 238 Осипов, Вячеслав Константинович скончался 19 декабря 2012 года. Мандат получил:
- 238.1 Вшивцев, Владимир Сергеевич